# Kaap Povorotny

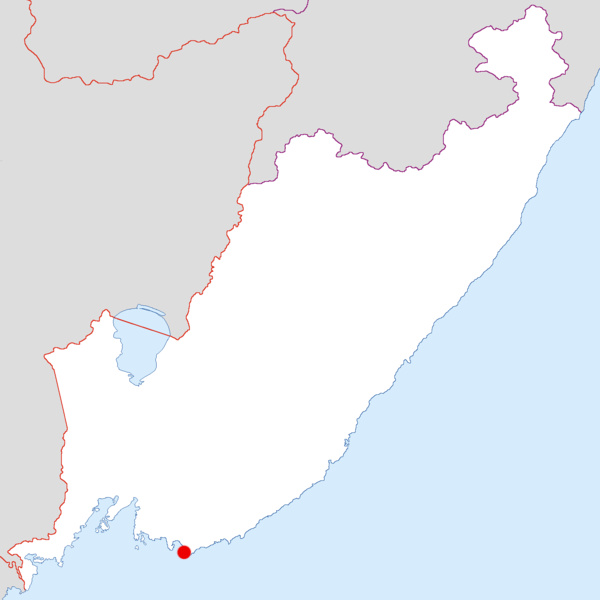
Ligging van Kaap Povorotny

Kaap Povorotny (Russisch: Мыс Поворотный; Mys Povorotny) is een kaap aan de oostkust van de Russische kraj Primorje, die het scheidingspunt vormt tussen het centrale en zuidelijke deel van de kraj en de oostgrens van de Baai van Peter de Grote. Langs de kust stroomt de koude Zeestroom van Primorje. Op de kaap bevindt zich een vuurtoren, die behoort bij de stad Nachodka.
Qua watertemperatuur lijkt Kaap Povorotny in de zomer op Cape Cod in de Verenigde Staten. De watertemperatuur varieert er van 11,7 °C tot 17,5 °C (ongeveer 6 °C verschil) tegenover 4,3 °C bij Cape Cod.